# 勝利大逃亡
《勝利大逃亡》（英語：Escape to Victory）是一部1981年拍摄的電影，由約翰·休斯頓執導，米高·肯恩、麥斯·馮·西度、足球明星比利和席維斯·史特龍主演。影片中盟军俘虏在德军集中营中挖掘隧道逃走，期間他們为了引開德军的注意，举办了一场足球比赛。
本片邀集了一大群當時著名的各國足球選手參與演出，除巴西人比利和英格蘭的博比·摩尔之外，還有阿根廷的奧斯瓦爾多·阿迪列斯、比利時的保羅·雲·希姆斯特、荷蘭的雅庫布斯·普林斯，以及英格蘭的凱文·比爾堤等人。